# Trussville
Trussville är en stad (city) i Jefferson County, och  St. Clair County, i delstaten Alabama, USA. Enligt United States Census Bureau har staden en folkmängd på 19 948 invånare (2011) och en landarea på 85,5 km².